# Montferri
Montferri è un comune spagnolo di 159 abitanti situato nella comunità autonoma della Catalogna.